# タッド・ヒルゲンブリンク
タッド・ヒルゲンブリンク（Tad Hilgenbrink、1981年10月9日 - ）は、アメリカ合衆国の俳優。

## 出演作品
- アミューズメント
- ヒルズ・ラン・レッド　-殺人の記録-
- ロストボーイ：ニューブラッド（クリス）
- ディザスター・ムービー!おバカは地球を救う（プリンス）
- 鉄板英雄伝説
- アメリカン・パイ in バンド合宿